# Pusulanjärvi och Rautelanjärvi
Pusulanjärvi och Rautelanjärvi är sjöar i kommunen Somero i landskapet Egentliga Finland i Finland. Sjöarna ligger 81,2 meter över havet. Sjöarna är sammankopplade med ett sund och i den finska miljöförvaltningens hydrologiska databaser räknas de till en sjö. Arean är 94 hektar och strandlinjen är 9,1 kilometer lång. Sjön  ingår i Pemar å huvudavrinningsområde.   Sjöarna ligger omkring 65 kilometer öster om Åbo och omkring 98 kilometer nordväst om Helsingfors. 
I sjön Rautelanjärvi finns ön Kertunsalo. 